# Abe Hamadeh

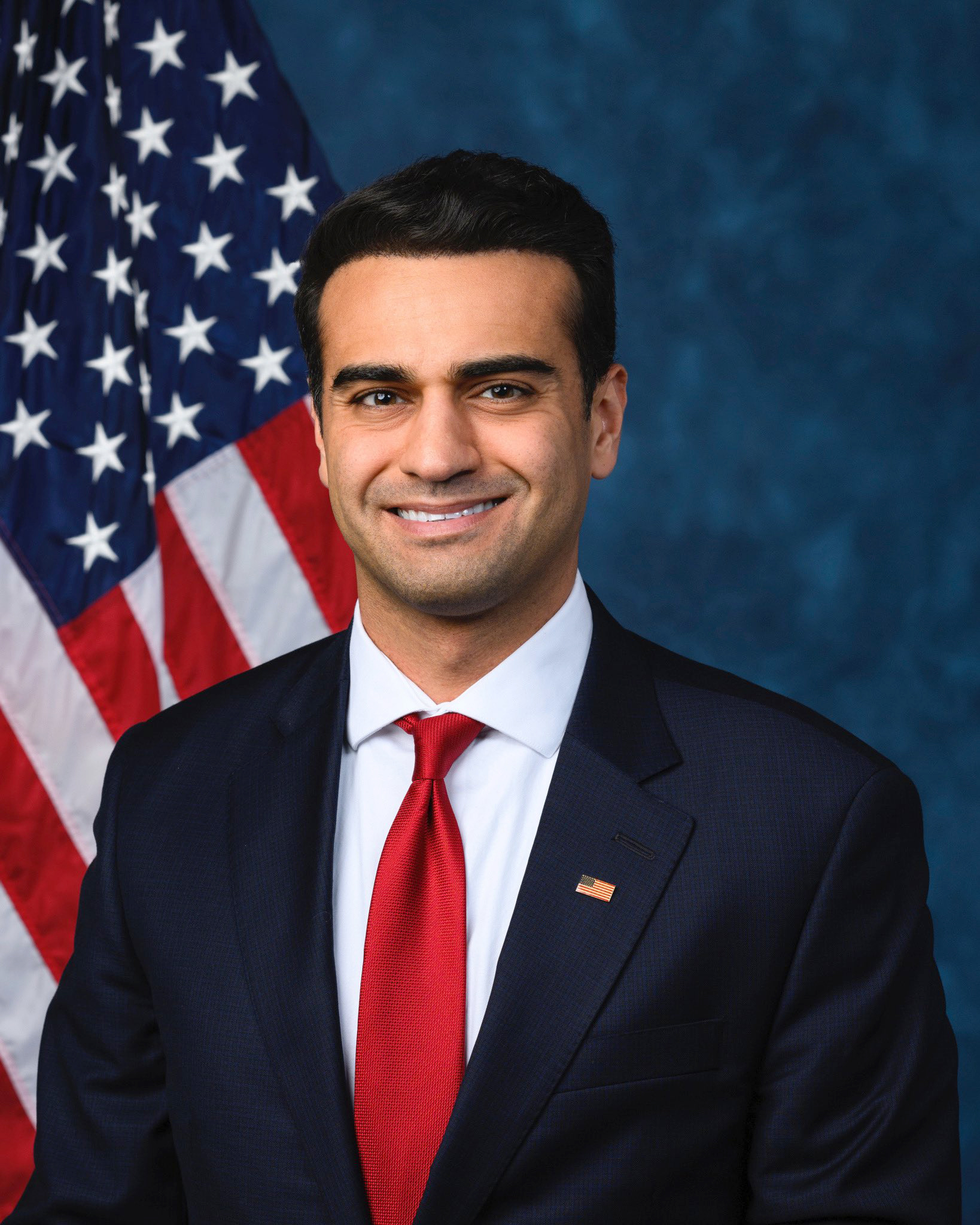
Abe Hamadeh (2025)

Abraham „Abe“ Hamadeh (* 15. Mai 1991 in Chicago, Illinois) ist ein US-amerikanischer Jurist und Politiker der Republikaner. 2024 wurde er im 8. Kongresswahlbezirk Arizonas gewählt, um Vororte von Phoenix im Repräsentantenhaus der Vereinigten Staaten zu vertreten.

## Leben
Abe Hamadeh ist ein Sohn syrischer Einwanderer. Hamadehs Vater ist Muslim und die Mutter Drusin. Seine Familie zog nach Arizona, da das dortige Klima sie an das heimatliche Klima erinnerte. Hamadeh besuchte mehrmals privat den Nahen Osten, unter anderem auch Israel währen seiner Studienzeit.
Er studierte zunächst Politikwissenschaft an der Arizona State University und dann an der University of Arizona Rechtswissenschaft, mit dem Abschluss eines Juris Doctor.
Hamadeh diente im Range eines Captain im Nachrichtendienst der Reserve der United States Army. Er diente hier für 14 Monate in Saudi-Arabien, wo er den Hintergrund von Offizieren der Streitkräfte Saudi-Arabiens durchleuchtete, bevor diese in den USA trainiert werden konnten. Er war zudem Staatsanwalt im Maricopa County.

## Politik
Abe Hamadeh kandidierte in den Wahlen 2022 für das Amt des Attorney General von Arizona. Er war hierbei von Polizeigewerkschaften und Donald Trump unterstützt worden. Hamadeh hatte sich als Law-and-Order-Kandidat dargestellt und trat für ein hartes Vorgehen gegen Einwanderung und Drogenkriminalität als Attorney General ein. Er wiederholte Trumps Big Lie, dass die Wahl 2020 gestohlen worden sei. Nach einer Nachzählung stand fest, dass er der Demokratin Kris Mayes um 280 Stimmen unterlegen war. Hamadeh erkannte das Ergebnis nicht an und erhob mehrere erfolglose Klagen zur Wahlanfechtung. Unter anderem behauptete er, ohne Beweise vorzulegen, dass über tausend Stimmen illegal nicht gezählt worden seien.
Bei den Wahlen 2024 kandidierte Hamadeh im solide republikanischen 8. Kongresswahlkreis für das Repräsentantenhaus. In der Vorwahl der Republikaner trat er gegen Blake Masters, dem Senatskandidaten 2022, Ben Toma, den Sprecher des Repräsentantenhauses von Arizona, und den ehemaligen Abgeordneten Trent Franks an. In einem ungewöhnlichen Schritt sprach dabei Donald Trump eine Wahlempfehlung sowohl für Hamadeh als auch Masters aus. Hamadeh konnte die Vorwahl dann für sich entscheiden. In der Hauptwahl am 5. November setzte er sich gegen den Demokraten Greg Whitten mit 56,5 % durch.

### Positionen
Er bezeichnet sich als einen großen Unterstützer von Donald Trump. Hamadeh forderte wie dieser eine starke Grenzsicherung. Hierdurch sollten illegale Einwanderer und Drogen aus den Vereinigten Staaten herausgehalten werden. Insbesondere Fentanyl bedrohe nicht mehr nur Innenstädte, sondern habe auch seinen Wahlbezirk erreicht. Er will, dass Drogenkartelle als Terroristische Vereinigungen klassifiziert werden.
Abe Hamadeh vertritt Pro-israelische Positionen. Pro-palästinensische Demonstrationen bezeichnete er als marxistische Märsche und behauptete, dass zunehmender Antisemitismus seit dem 7. Oktober 2023 in direktem Zusammenhang zum Marxismus stünden. Anti-amerikanische Milizen im Nahen Osten seien irgendwie geeinigt und mit dem Iran verbunden. Er berief sich bei seiner Ansichten auf persönliche Diskriminierung durch eine Abschiebung aus dem Libanon, gute Aufnahme als Halbdruse bei einem Besuch in Israel zur Studentenzeiten, die positive Erfahrungen mit der jüdischen Gemeinde, als sein Vater verdächtigt worden war einen Terroranschlag auf eine Synagoge verübt zu haben, und Erfahrungen aus seinem Militäreinsatz in Saudi-Arabien.